# Yatirskogen

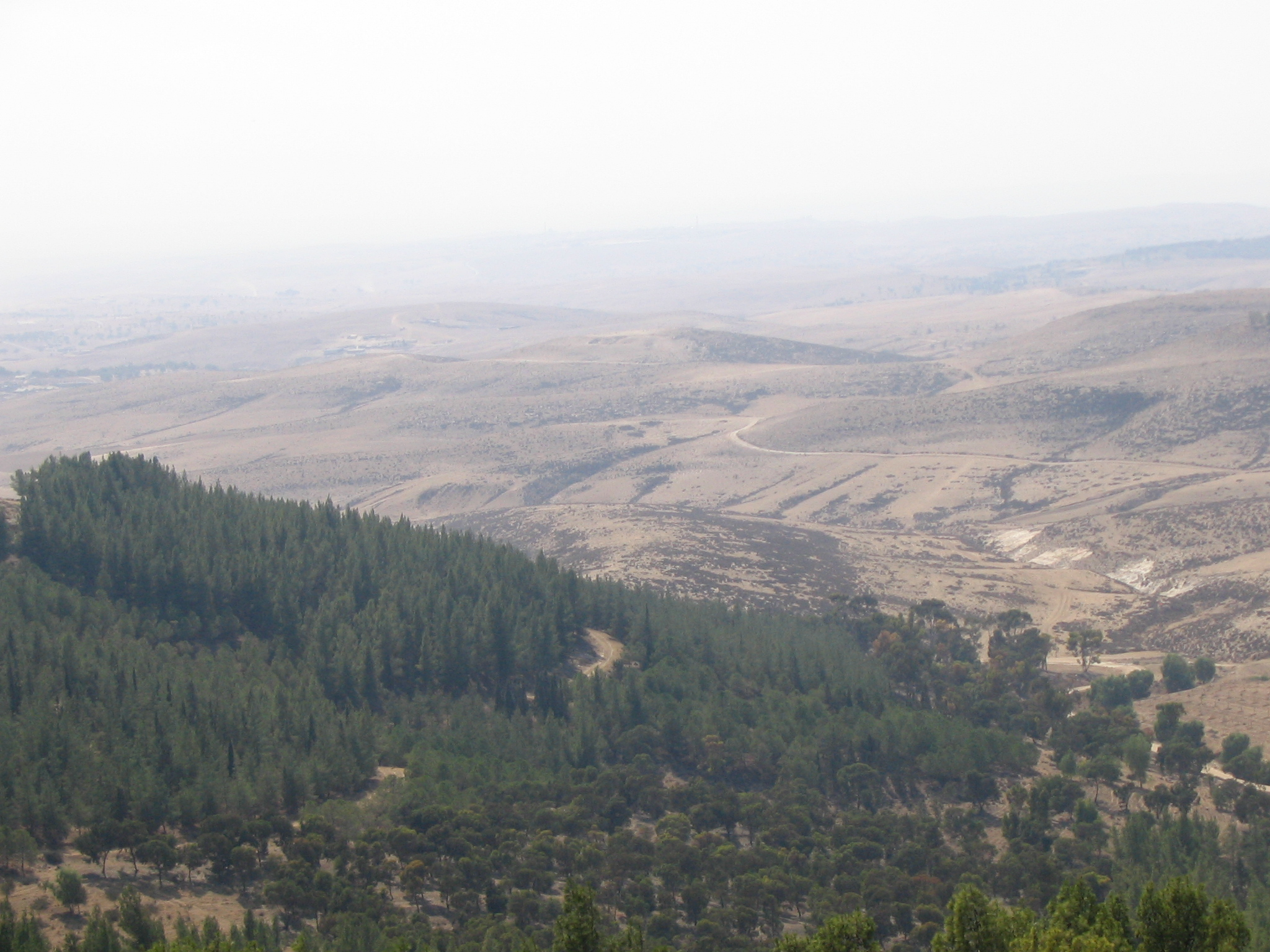
Yatirskogen - vid kanten till öknen

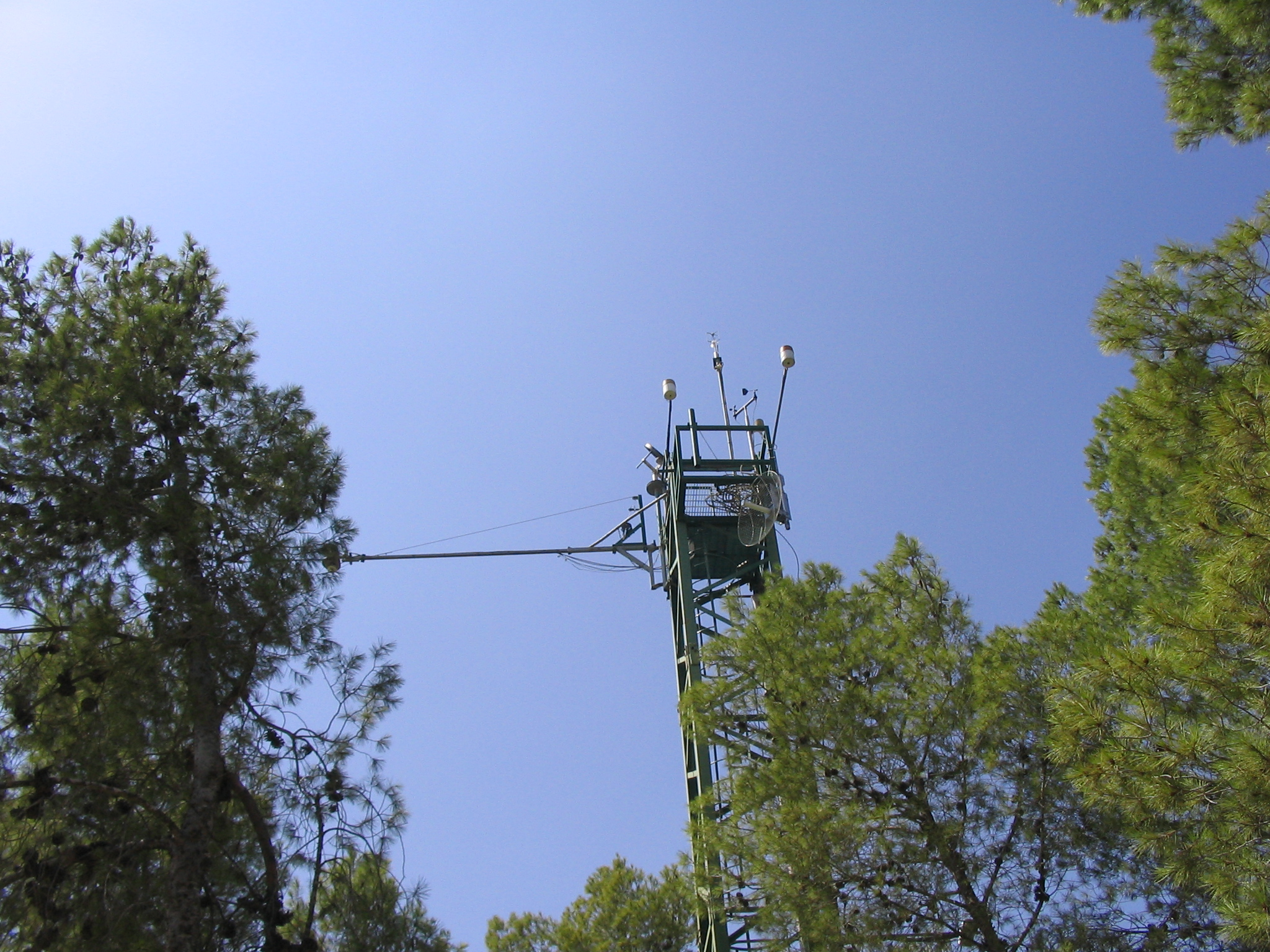
Weizmann-institutets forskningstorn

Yatirskogen (hebreiska: יער יתיר , Ja'ar Jatir) är en skog i Israel, som ligger på sydsluttningen av Hebron-berget, i norra Negevöknen. Skogen ligger innanför den "Gröna linjen" och täcker en yta om 30 kvadratkilometer. Därmed utgör den Israels största planterade skog.

## Historia

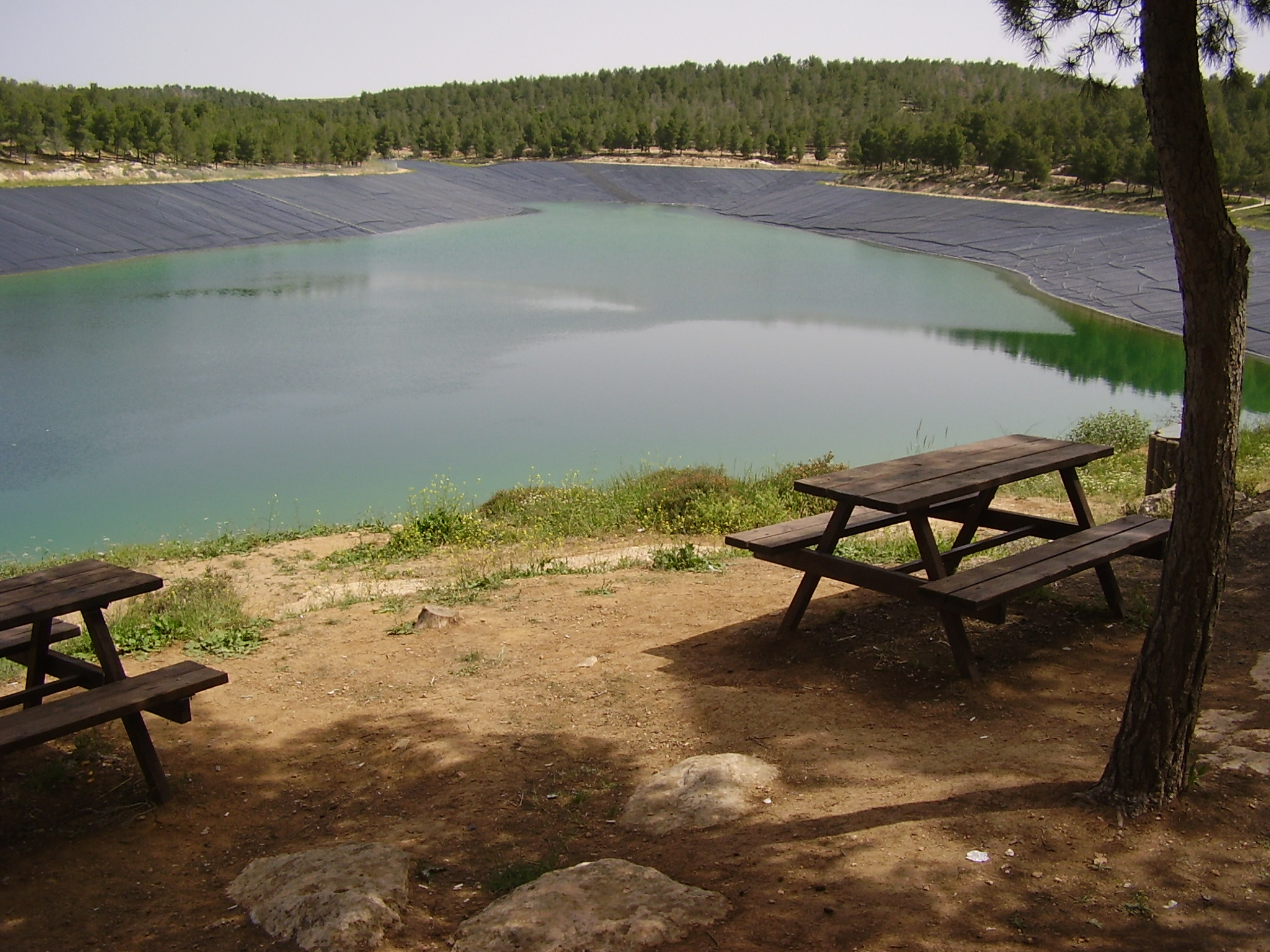
Yatirreservoaren

Skogens första träd planterades år 1964 av Keren Kajemet, som fortsätter hjälpa skogen att växa än idag (2008). Skogen är uppkallad efter en forntida Levitisk stad, Yatir (Jattir), såsom det står skrivet i Gamla Testamentet: "Åt prästen Arons söner gav man alltså dråparfristaden Hebron med dess utmarker, vidare Libna med dess utmarker, Jattir med dess utmarker, Estemoa med dess utmarker." 
Skogen består av över fyra miljoner träd, främst aleppotall och cypresser. Det finns även många lövträd (såsom atlantisk terebint, tamarisk, jujubär, och johannesbrödsträd), olivträd, träd av fikussläktet, eukalyptussläktet och akacior samt vingårdar.
Skogen ligger på en relativt hög höjd (mellan 400 och 850 meter över havsnivån) i en region med halvöken som får genomsnittlig årsnederbörd om 250–275 mm och har en låg luftfuktighet. Marken består av hård kalksten.

## Arkeologi och forskning

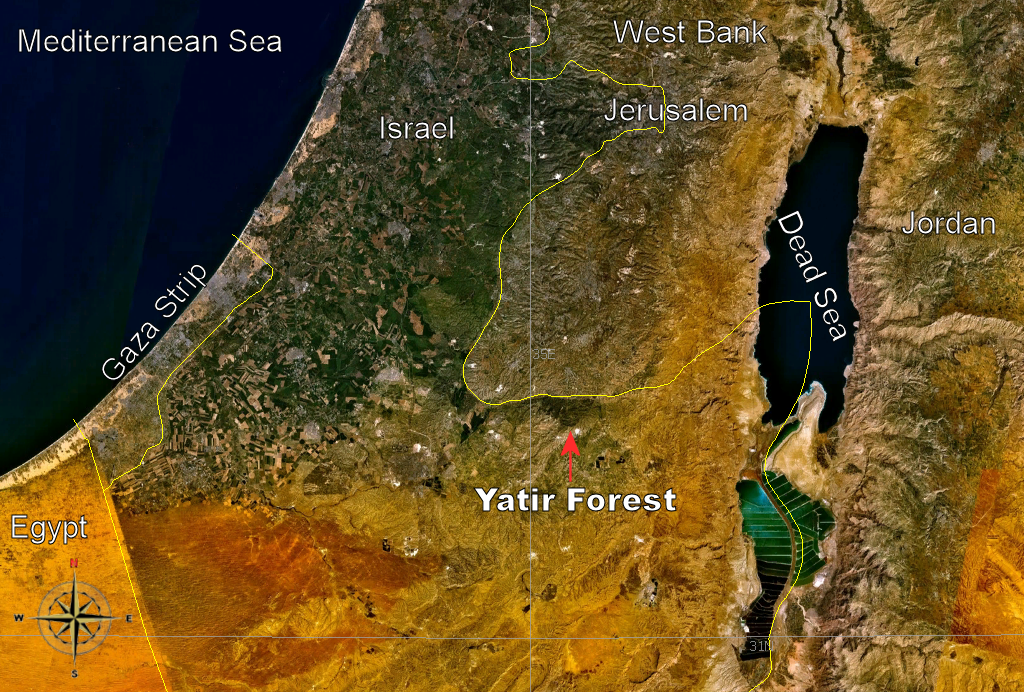
Yatirskogens läge

Flera arkeologiska platser ligger i skogen, inklusive ruinerna efter Anim och Jattir. Ett mål för forskningen är att avgöra skogens förhållande med den omgivande miljön. Forskningen leds av professor Dan Yakir från Weizmanninstitutet, i samarbete med forskare från flera andra institut.
Den här forskningen är även del av ett större NASA-projekt vid namn FLUXNET, ett globalt nätverk av meteorologiska torn som används för att mäta nivåerna av koldioxid, vattenånga och energin mellan jordens ekossystem och atmosfären.

## Klimat
Klimatet i området är tempererat. Årsmedeltemperaturen i trakten är 24 °C. Den varmaste månaden är augusti, då medeltemperaturen är 34 °C, och den kallaste är januari, med 10 °C. Genomsnittlig årsnederbörd är 814 millimeter. Den regnigaste månaden är februari, med i genomsnitt 163 mm nederbörd, och den torraste är augusti, med 1 mm nederbörd.